# بشيبا
بشيبا (بالعبرية: בְּשֶׁבַע) صحيفة أسبوعية عبرية تصدر في فلسطينَ المحتلةِ عن مجموعة أَرُتْس شِيبَا الإعلامية ذاتِ التوجه الصهيوني من منطلق ديني. بدأ صدورها سنة 2002 ويقع مكتب تحريرها في مُلَبَّس المحتلة أو بتاخ تكفا أولِ مستوطنة صهيونية في فلسطين.